# Quel lungo venerdì santo
Quel lungo venerdì santo, conosciuto anche come Venerdì maledetto o Quel venerdì maledetto (The Long Good Friday) è un film del 1980 diretto da John Mackenzie.

## Trama
Regno Unito, inizio anni ottanta. Harold Shand è un potente gangster londinese che vuole riciclarsi come uomo d'affari - anche se grazie ai finanziamenti della mafia italo-americana - col progetto di ridisegnare gli allora abbandonati London Docklands come luoghi deputati a ospitare i prossimi giochi olimpici del 1988. Oltre al dipanarsi degli eventi, affiorano in più occasioni le problematiche di quel periodo storico, come la corruzione della classe politica e delle forze di polizia, il contrabbando di armi del Provisional Irish Republican Army (I.R.A.), il trasferimento all'estero delle industrie britanniche, l'entrata del Regno Unito nella Comunità economica europea (e in seguito nell'Unione europea) e l'economia di libero mercato, che era in forte ascesa all'epoca della realizzazione del film, nel primo anno di governo di Margaret Thatcher.
Harold è l'incontrastato boss della criminalità londinese, e il suo mondo e i suoi progetti vengono improvvisamente sconvolti da una serie di omicidi e attentati dinamitardi messi in opera da un nemico ignoto. Harold sguinzaglia tutti i suoi uomini per scoprire l'identità degli attentatori, e la sua caccia spietata e violenta rivela solo il passatismo e l'impreparazione dell'organizzazione che cerca di legittimare.
Harold scopre che l'avvocato della sua cosca è rimasto coinvolto in un'operazione che ha portato alla morte di tre uomini dell'I.R.A., che attribuisce ad Harold la responsabilità di questo fallimento. Gli attentati precedenti sono quindi frutto della loro vendetta, e il gangster cerca di reagire con la stessa brutalità che in passato lo portò al culmine della delinquenza londinese: per questo fissa un incontro con l'I.R.A. per consegnare una somma di denaro in cambio della pacificazione. Ma una volta che l'uomo deputato allo scambio fa ingresso nella torretta vetrata che s'affaccia sul circuito automobilistico scelto per l'incontro, un cecchino al servizio di Harold spara ai due uomini dell'I.R.A., uccidendoli.
Poco dopo Harold s'incontra con i rappresentanti della mafia italo-americana, guidati da Charlie (Eddie Constantine), allo scopo di rassicurarli e convincerli di avere ristabilito l'ordine nella capitale, ma essi hanno già deciso di lasciare il Regno Unito una volta compreso l'entità del conflitto abbattutosi sulla gang di Harold.
Dopo avere lasciato, incollerito, il loro albergo, Harold entra nella sua auto ma al posto dell'autista trova due uomini dell'I.R.A. L'auto parte mentre Harold resta silenzioso, manifestando una serie d'emozioni: prima sbalordimento, poi rabbia e, infine, l'accettazione della morte imminente, avendo compreso che, questa volta, i suoi nemici hanno motivazioni e tattiche totalmente diverse da quelle utilizzate da lui in passato.

## Produzione
Il film, diretto da John Mackenzie, costò 930.000 sterline e fu prodotto da Barry Hanson da un copione di Barrie Keeffe, con la colonna sonora del compositore Francis Monkman: fu proiettato ai festival di Cannes, Edimburgo e Londra nel 1980.
La storia originale, dal titolo "The Paddy Factor", fu scritta da Keeffe per Hanson quando quest'ultimo lavorava per la Euston Films, una sussidiaria di Thames Television, che non realizzò il film e da cui Hanson acquistò i diritti per la sua compagnia, la Calendar Films. Malgrado il fatto che Hanson avesse progettato l'opera per il cinema e che tutti i contratti furono fissati per un film e non per un accordo televisivo, la produzione fu finanziata dalla Black Lion, sussidiaria della ITC Entertainment di Lew Grade, per essere trasmessa dalla Associated TeleVision (ATV) sul network ITV. Il film fu commissionato da Charles Denton, all'epoca addetto alla programmazione della ATV e direttore operativo della Black Lion. Dopo che Grade vide il film, si dice che abbia affermato di aver visto una glorificazione dell'IRA..
Il 24 marzo 1982 fu fissata una proiezione in televisione dopo aver sottoposto il film a tagli pesanti; per evitare queste modifiche, alla fine degli anni '80 Hanson tentò di riacquistare il film dalla ITC per impedire alla ITV di mandare in onda il film. I tagli, disse, sarebbero stati "esecrabili" e che avrebbero formato "un film di 75 minuti senza alcun senso". Allo stesso tempo fu riportato che Bob Hoskins aveva intenzione di portare in giudizio Black Lion e Calendar Films per impedire la realizzazione di una versione TV per gli Stati Uniti in cui la voce di Hoskins sarebbe stata doppiata dall'attore David Daker.
Prima della messa in onda dell'ITV, i diritti del film passarono dalla ITC alla compagnia di George Harrison, la Handmade Films, per una somma pari a circa 200,000 sterline in meno del costo di produzione, compagnia che poi proiettò il film al cinema.

## Accoglienza

### Critica
Secondo il Dizionario Mereghetti «all'epoca [è stato] sopravvalutato in patria [...] ma la regia rimane nei limiti di un film di genere». Secondo il Dizionario Morandini è «un insolito film gangsteristico, contaminato con l'attualità politica. Ha grinta e ritmo, ma conta specialmente per l'interpretazione di Bob Hoskins e dell'ottima Mirren».

## Riconoscimenti
Nel 1999 il British Film Institute l'ha inserito al 21º posto della lista dei migliori cento film britannici del XX secolo.